# Liste der Kulturdenkmäler in Selters (Westerwald)
In der Liste der Kulturdenkmäler in Selters (Westerwald) sind alle Kulturdenkmäler der rheinland-pfälzischen Stadt Selters (Westerwald) aufgeführt. Grundlage ist die Denkmalliste des Landes Rheinland-Pfalz (Stand: 21. Dezember 2021).

## Denkmalzonen
| Bezeichnung                    | Lage                                                              | Baujahr                    | Beschreibung                                              | Bild                           |
| ------------------------------ | ----------------------------------------------------------------- | -------------------------- | --------------------------------------------------------- | ------------------------------ |
| Denkmalzone Jüdischer Friedhof | südlich des Ortes auf einer bewaldeten Anhöhe; Distrikt Hahn Lage | Mitte des 19. Jahrhunderts | Mitte des 19. Jahrhunderts gegründet, etwa 115 Grabsteine | weitere Bilder Fotos hochladen |

## Einzeldenkmäler
| Bezeichnung             | Lage                          | Baujahr | Beschreibung                                                            | Bild                           |
| ----------------------- | ----------------------------- | ------- | ----------------------------------------------------------------------- | ------------------------------ |
| Mikwe                   | Bahnhofstraße, in Nr. 8 Lage  |         | Kellermikwe mit drei unterschiedlich großen, gewölbten Räumen           | weitere Bilder Fotos hochladen |
| Wohnhaus                | Bahnhofstraße 11 Lage         | 1881    | zweiteiliges malerisches Wohnhaus, 1881                                 | Fotos hochladen                |
| Evangelische Kirche     | Kirchstraße 10, 10a, 10b Lage | um 1830 | Saalbau mit querstehenden Flügeln für Gemeindehaus und Rathaus, um 1830 | weitere Bilder Fotos hochladen |
| Wohn- und Geschäftshaus | Rheinstraße 29 Lage           | um 1700 | Fachwerkhaus, um 1700                                                   | Fotos hochladen                |